# Valeria Mazza

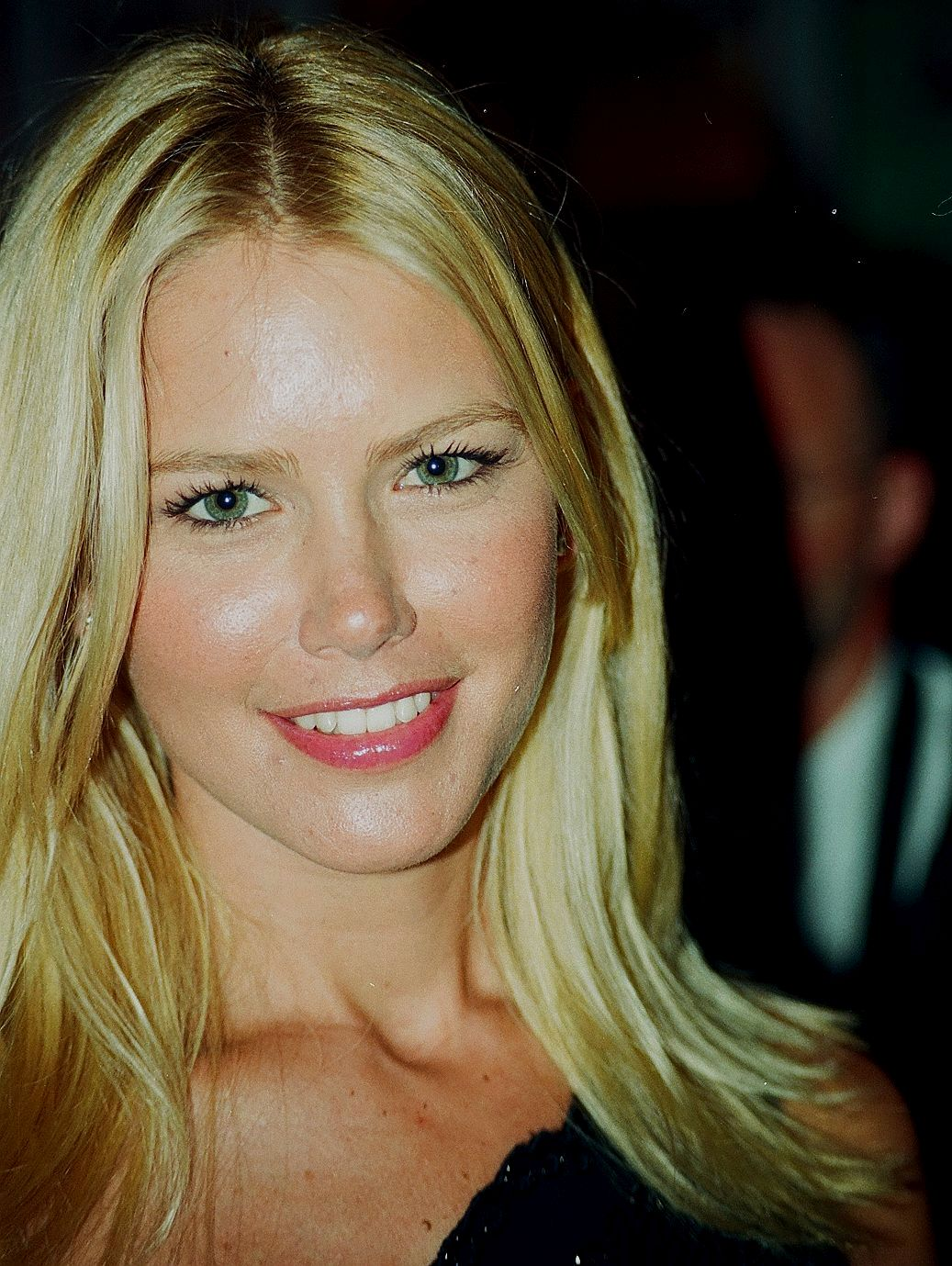
Valeria Mazza (1999)

Valeria Raquel Mazza (* 12. Februar 1972 in Rosario, Santa Fe) ist ein argentinisches Model.

## Leben
Valeria Mazza wurde in Rosario in der Provinz Santa Fe geboren. Sie begann ihre Modelkarriere im Alter von 16, als sie von dem Friseur Roberto Giordano entdeckt wurde. Mazza hat blonde Haare, blaue Augen und ist 1,78 m groß. Sie stieg 1996 in der Bekanntheit, als sie auf dem Titelbild von Sports Illustrated Swimsuit Issue erschien und das Sanremo-Festival 1996 in Italien präsentierte. Valeria Mazza erschien auch auf Titelbildern der Zeitschriften Glamour, Elle und Vogue.
Mazza heiratete im Mai 1998 den Geschäftsmann Alejandro Gravier. Sie haben vier Kinder: die Söhne Balthazar (* 29. Mai 1999), Tiziano (* 12. März 2002), Benicio (* 23. Februar 2005) und die Tochter Taína (* 22. April 2008).

## Filmografie
- 2002: Nessuno è perfetto (Fernsehserie)